# Gerhard Schüler
Gerhard Schüler (* 20. August 1941) ist ein deutscher Unternehmer und ehemaliger Autorennfahrer.

## Karriere
Gerhard Schüler startete seine Rennsport-Karriere Anfang der 1960er-Jahre als Privatfahrer im Tourenwagensport.
Von 1965 bis 1970 fuhr er verschiedene Alfa-Romeo-Rennwagen, wie den Alfa Romeo Giulia, Alfa Romeo GTA und Alfa Romeo 2000 GTAm in Tourenwagen-Einzelrennen und in der Tourenwagen-Europameisterschaft. Seinen ersten Erfolg erreichte er 1965 beim Roßfeld-Bergrennen, das im Rahmen der Sportwagen-Weltmeisterschaft ausgetragen wurde, mit einem 19. Platz und dem Sieg in der T1.6-Klasse.
Seinen ersten Gesamtsieg mit einem Alfa-Romeo-Fahrzeug, einem Alfa Romeo 2000 GTAm, feierte er 1970 beim Tourenwagen-Rennen in Hockenheim.
1969 pilotierte er zwischenzeitlich einen Porsche 906 in mehreren Sportwagen-Rennen und erzielte beim Hockenheim Finale seinen ersten Rennsieg.
Ins Steinmetz-Team wechselte Schüler 1971 und fuhr ein Jahr lang in der 3. Division der Tourenwagen-Europameisterschaft einen Opel Commodore GS 2800. In der 2-Liter-Sportwagen-Europameisterschaft, einigen GT-Rennen und in der Deutschen Automobil-Rundstrecken-Meisterschaft (DARM) fuhr er einen Opel GT 1900, mit dem er einige Siege in der GT2.0-Klasse erzielte.
1972 startete Schüler mit einem Ford Escort RS 1600 in der 2. Division der Deutschen Rennsport-Meisterschaft (DRM). Dort konnte er beim Flugplatzrennen Mainz-Finthen, Schauinsland-Bergrennen und dem 500-km-Rennen am Nürburgring jeweils das Rennen gewinnen. Mit diesen Siegen und zwei weiteren zweiten Plätzen in Diepholz und Hockenheim sicherte er sich den 6. Platz der DRM-Saisonwertung.
Sein erstes Langstreckenrennen fuhr er zusammen mit dem gebürtigen Kenianer Edgar Herrmann 1968 beim 24-Stunden-Rennen von Spa-Francorchamps in der Tourenwagen-Europameisterschaft. Dort erzielten beide mit einem Porsche 911 den 8. Platz.
1972 trat er mit Reinhold Joest mit einem Porsche 908/03 beim 1000-km-Rennen von Monza in der Sportwagen-Weltmeisterschaft an. Das Rennen konnten beide erfolgreich mit dem zweiten Gesamtplatz beenden. Er fuhr 1974 mit Roland Heiler nochmals für das Joest Racing Team in Monza. Wegen Ölverlust beim Porsche 908/03 mussten beide das Rennen vorzeitig aufgeben.
Neben Touren- und GT-Fahrzeugen fuhr er auch in der Formel Super V einen Lola-Formel-Rennwagen.
Schüler zog sich 1974 aus dem Rennsport zurück und baute mit seinem Geschäftspartner Michael Presinger ein Gastronomie-Unternehmen auf.
Eines seiner bekanntesten Betriebe war die 1978 im Frankfurter Flughafen eröffnete Diskothek Dorian Gray. 2000 wurde die Diskothek geschlossen, da sie die damaligen Brandschutzrichtlinien nicht mehr erfüllen konnte. Er besitzt in Deutschland rund 34 Restaurants und Diskotheken. In Mannheim im Quadrat O7,25 betreibt Gerd Schüler zusammen mit Thomas Esselborn und Michael Presinger die Diskothek Tiffany, die im April 2019 ihr 50-jähriges Jubiläum feierte.

## Statistik

### Einzelergebnisse in der Sportwagen-Weltmeisterschaft
| Saison | Team           | Rennwagen         | 1   | 2   | 3   | 4   | 5   | 6   | 7   | 8   | 9   | 10  | 11  | 12  | 13  | 14  | 15  | 16  | 17  | 18  | 19  | 20  |
| ------ | -------------- | ----------------- | --- | --- | --- | --- | --- | --- | --- | --- | --- | --- | --- | --- | --- | --- | --- | --- | --- | --- | --- | --- |
| 1965   | Helmut Hähn    | Alfa Romeo Giulia | DAY | SEB | BOL | MON | MON | RTT | TAR | SPA | NÜR | MUG | ROS | LEM | REI | BOZ | FRE | CCE | OVI | NÜR | BRI | BRI |
| 1965   | Helmut Hähn    | Alfa Romeo Giulia |     |     |     |     |     |     |     | 19  |     |     |     |     |     |     |     |     |     |     |     |     |
| 1972   | Reinhold Joest | Porsche 908       | BUA | DAY | SEB | BRH | MON | SPA | TAR | NÜR | LEM | ZEL | WAT |     |     |     |     |     |     |     |     |     |
| 1972   | Reinhold Joest | Porsche 908       |     | 2   |     |     |     |     |     |     |     |     |     |     |     |     |     |     |     |     |     |     |
| 1974   | Joest Racing   | Porsche 908       | MON | SPA | NÜR | IMO | LEM | ZEL | WAT | LEC | BRH | KYA |     |     |     |     |     |     |     |     |     |     |
| 1974   | Joest Racing   | Porsche 908       | DNF |     |     |     |     |     |     |     |     |     |     |     |     |     |     |     |     |     |     |     |